# Fabijan Cipot
Fabijan Cipot est un footballeur international slovène né le 25 août 1976 à Murska Sobota en Yougoslavie (auj. en Slovénie) qui évoluait au poste de défenseur central.

## Sélections
- 26 sélections et 0 buts avec la  Slovénie entre 1999 et 2007.

## Palmarès
Maribor Pivovarna Laško
- Champion de Slovénie en 2000, 2001, 2002 et 2003.